# Clasificación para la Copa Mundial de Fútbol de 1994
Un total de 147 equipos participaron en la fase de Clasificación para la Copa del Mundo de 1994. Compitieron por uno de los 24 plazas en el torneo final. Estados Unidos, en calidad de anfitriones, y Alemania, como los campeones defensores, clasificaron automáticamente, dejando 22 plazas disponibles, El sorteo preliminar se realizó el 8 de diciembre de 1991 en el Madison Square Garden de la ciudad de Nueva York.
Por primera vez en la historia de los mundiales, clasificarían 3 equipos de la zona africana, gracias a la buena presentación de los equipos africanos en el anterior mundial. Las 24 plazas para el Mundial de 1994 fueron distribuidos de la siguiente manera:
- Europa (UEFA): 13 plazas, 1 de ellos fue automáticamente para Alemania, mientras que las otras 12 fueron disputadas por 38 países (incluyendo a Israel).
- Sudamérica (CONMEBOL): 3.5 plazas, disputados por 9 equipos. El ganador de la plaza 0.5 tenía que jugar un partido de eliminación intercontinental contra un equipo de la OFC o la CONCACAF.
- América del Norte y Central y el Caribe (CONCACAF): 2.25 plazas, 1 de ellos fue automáticamente para los Estados Unidos, mientras que la 1.25 plaza restante fue disputada por 22 equipos. El ganador de la plaza 0.25 tenía que jugar un partido de eliminación intercontinental contra un equipo de la OFC.
- África (CAF): 3 plazas, disputados por 40 equipos.
- Asia (AFC): 2 plazas, disputados por 30 equipos.
- Oceanía (OFC): 0.25 plaza, disputado por 7 equipos. El ganador de la 0.25 plaza tenía que jugar un partido de eliminación intercontinental contra un equipo de la CONCACAF.

Un total de 130 equipos jugaron por lo menos un partido clasificatorio. Se jugaron un total de 497 partidos clasificatorios, y se anotaron 1446 goles (un promedio de 2.91 por partido).

## Zonas Continentales

### Europa (UEFA)
Grupo 1 - Italia y Suiza clasificaron.
Grupo 2 - Noruega y Países Bajos clasificaron.
Grupo 3 - España y República de Irlanda clasificaron.
Grupo 4 - Rumania y Bélgica clasificaron.
Grupo 5 - Grecia y Rusia clasificaron.
Grupo 6 - Suecia y Bulgaria clasificaron.

### Sudamérica (CONMEBOL)
Grupo 1 - Colombia clasificó. Argentina avanzó a la Repesca Intercontinental.
Grupo 2 - Brasil y Bolivia clasificaron.

### América del Norte, Central y el Caribe (CONCACAF)
México clasificó. Canadá avanzó a la Repesca Intercontinental.

### África  (CAF)
Grupo 1 - Nigeria clasificó.
Grupo 2 - Marruecos clasificó.
Grupo 3 - Camerún clasificó.

### Asia (AFC)
Arabia Saudita y Corea del Sur clasificaron.

### Oceanía (OFC)
Australia avanzó a la Repesca Intercontinental.

## Repescas Intercontinentales
Por primera vez, hubo dos rondas de partidos en las repescas intercontinentales. Los equipos de la CONCACAF y la OFC debían jugar entre ellos partidos de ida y vuelta. El ganador de esa serie debería jugar luego con el equipo de la CONMEBOL partidos de ida y vuelta. El ganador clasificaría al Mundial.

### Repesca Intercontinental CONCACAF – OFC
| 31 de julio de 1993 | Canadá                   | 2:1 (0:1) | Australia          | Commonwealth Stadium, Canadá, Edmonton                           |                                                                  |
|                     | Watson 50' · Mobilio 57' |           | 45' (a.g.) Dasovic | Asistencia: 27.775 espectadores Árbitro(s): Arturo Brizio Carter | Asistencia: 27.775 espectadores Árbitro(s): Arturo Brizio Carter |

| 15 de agosto de 1993 | Australia                      | 2:1 (1:0) (0:0) (t. s.)(4:1 p.) | Canadá                       | Sydney Football Stadium, Australia, Sídney                   |                                                              |
|                      | Farina 44' · Durakovic 76'     |                                 | 54' Hooper                   | Asistencia: 25.982 espectadores Árbitro(s): Shinichiro Obata | Asistencia: 25.982 espectadores Árbitro(s): Shinichiro Obata |
|                      |                                | Tiros desde el punto penal      |                              |                                                              |                                                              |
|                      | Wade · Vidmar · Tobin · Farina |                                 | Mitchell · Bunbury · Sweeney |                                                              |                                                              |

El resultado agregado terminó empatado 3–3, pero Australia avanzó venciendo  4–1 en la definición por penales a la Repesca intercontinental CONMEBOL / CONCACAF / OFC.

### Repesca Intercontinental CONMEBOL – OFC
| 31 de octubre de 1993 | Australia  | 1:1 (1:1) | Argentina | Sydney Football Stadium, Australia, Sídney              |                                                         |
|                       | Vidmar 42' |           | 37' Balbo | Asistencia: 43.967 espectadores Árbitro(s): Sándor Puhl | Asistencia: 43.967 espectadores Árbitro(s): Sándor Puhl |

| 17 de noviembre de 1993 | Argentina     | 1:0 (0:0) | Australia | Estadio Monumental, Argentina, Buenos Aires                 |                                                             |
|                         | Batistuta 59' |           |           | Asistencia: 59.768 espectadores Árbitro(s): Peter Mikkelsen | Asistencia: 59.768 espectadores Árbitro(s): Peter Mikkelsen |

Argentina clasificó tras ganar el agregado 2–1.

## Equipos Clasificados
| N.º | Equipo         | Detalle                                             | Fecha de clasificación   | Part. | Cons. | Última | Mejor presentación                    |
| --- | -------------- | --------------------------------------------------- | ------------------------ | ----- | ----- | ------ | ------------------------------------- |
| 1   | Estados Unidos | Anfitrión                                           | 4 de julio de 1988       | 5     | 2     | 1990   | Tercer lugar (1930)                   |
| 2   | Alemania       | Campeón de la Copa Mundial de Fútbol de 1990        | 8 de julio de 1990       | 13    | 11    | 1990   | Campeón (1954, 1974, 1990)            |
| 3   | México         | 1° del Cuadrangular final de Concacaf               | 9 de mayo de 1993        | 10    | 1     | 1986   | Cuartos de final (1970, 1986)         |
| 4   | Grecia         | 1° del Grupo 5 de la Clasificación de UEFA          | 23 de mayo de 1993       | 1     | 1     | Debut  | Sin participaciones previas           |
| 5   | Rusia          | 2° del Grupo 5 de la Clasificación de UEFA          | 2 de junio de 1993       | 8     | 4     | 1990   | Cuarto lugar (1966)                   |
| 6   | Colombia       | 1° del Grupo 1 de la Clasificación de Conmebol      | 5 de septiembre de 1993  | 3     | 2     | 1990   | Octavos de final (1990)               |
| 7   | Brasil         | 1° del Grupo 2 de la Clasificación de Conmebol      | 19 de septiembre de 1993 | 15    | 15    | 1990   | Campeón (1958, 1962, 1970)            |
| 8   | Bolivia        | 2° del Grupo 2 de la Clasificación de Conmebol      | 19 de septiembre de 1993 | 3     | 1     | 1950   | Primera ronda (1930, 1950)            |
| 9   | Nigeria        | Ganador del Grupo 1 de la Clasificación de CAF      | 8 de octubre de 1993     | 1     | 1     | Debut  | Sin participaciones previas           |
| 10  | Marruecos      | Ganador del Grupo 2 de la Clasificación de CAF      | 10 de octubre de 1993    | 3     | 1     | 1986   | Octavos de final (1986)               |
| 11  | Camerún        | Ganador del Grupo 3 de la Clasificación de CAF      | 10 de octubre de 1993    | 3     | 2     | 1990   | Cuartos de final (1990)               |
| 12  | Noruega        | 1° del Grupo 2 de la Clasificación de UEFA          | 13 de octubre de 1993    | 2     | 1     | 1938   | Primera ronda (1938)                  |
| 13  | Suecia         | 1° del Grupo 6 de la Clasificación de UEFA          | 13 de octubre de 1993    | 9     | 2     | 1990   | Subcampeón (1958)                     |
| 14  | Arabia Saudita | 1° del Hexagonal final de la AFC                    | 28 de octubre de 1993    | 1     | 1     | Debut  | Sin participaciones previas           |
| 15  | Corea del Sur  | 2° del Hexagonal final de la AFC                    | 28 de octubre de 1993    | 4     | 3     | 1990   | Primera ronda (1954, 1986, 1990)      |
| 16  | Italia         | 1° del Grupo 1 de la Clasificación de UEFA          | 17 de noviembre de 1993  | 13    | 9     | 1990   | Campeón (1934, 1938, 1982)            |
| 17  | Suiza          | 2° del Grupo 1 de la Clasificación de UEFA          | 17 de noviembre de 1993  | 7     | 1     | 1966   | Cuartos de final (1934, 1938, , 1954) |
| 18  | Países Bajos   | 2° del Grupo 2 de la Clasificación de UEFA          | 17 de noviembre de 1993  | 6     | 2     | 1990   | Subcampeón (1974, 1978)               |
| 19  | España         | 1° del Grupo 3 de la Clasificación de UEFA          | 17 de noviembre de 1993  | 9     | 5     | 1990   | Cuarto lugar (1950)                   |
| 20  | Irlanda        | 2° del Grupo 3 de la Clasificación de UEFA          | 17 de noviembre de 1993  | 2     | 2     | 1990   | Cuartos de final (1990)               |
| 21  | Rumania        | 1° del Grupo 4 de la Clasificación de UEFA          | 17 de noviembre de 1993  | 6     | 2     | 1990   | Octavos de final (1990)               |
| 22  | Bélgica        | 2° del Grupo 4 de la Clasificación de UEFA          | 17 de noviembre de 1993  | 9     | 4     | 1990   | Cuarto lugar (1986)                   |
| 23  | Bulgaria       | 2° del Grupo 6 de la Clasificación de UEFA          | 17 de noviembre de 1993  | 6     | 1     | 1986   | Octavos de final (1986)               |
| 24  | Argentina      | Ganador de las repescas de la Concacaf/Conmebol/OFC | 17 de noviembre de 1993  | 11    | 6     | 1990   | Campeón (1978, 1986)                  |